# Camille Duvaux
Pour les articles homonymes, voir Duvaux.
Camille Duvaux, né le 1er octobre 1866 à Lignières (Cher) et mort le 28 octobre 1962 à Paris, est un prêtre catholique français.

## Biographie

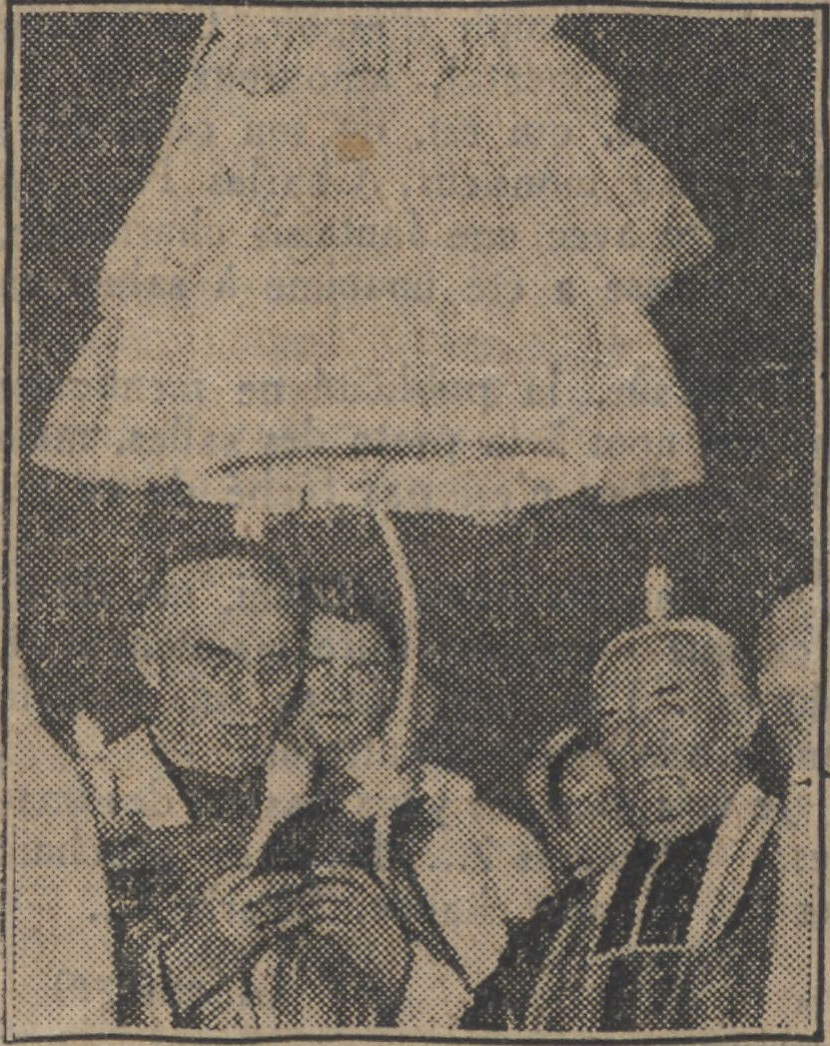
L'archevêque de Paris (à gauche) et l'abbé Duvaux (à droite) lors de la bénédiction de trois cloches de l'église Saint-Jean de Montmartre (1934).

Gilbert-Charles-Camille Duvaux est le fils d'Eugénie-Félicité Prévot et de Michel Duvaux. Camille est âgé de trois ans quand sa famille s'installe à Paris, rue Lamartine. Au cours des combats de la Semaine sanglante, son père, alors tambour de la 7e compagnie du 228e bataillon de la Garde nationale, est mortellement blessé.
Étudiant au séminaire Saint-Sulpice d'Issy puis à celui de Saint-Nicolas-du-Chardonnet, le diacre Duvaux est reçu bachelier en droit canon en juin 1890. Professeur au petit séminaire de la rue Notre-Dame-des-Champs de 1890 à 1893, il est ensuite nommé vicaire à Saint-Germain de Charonne. Il organise de nombreuses œuvres dans cette paroisse. Lecteur et propagateur de La Croix et du Peuple français de l'abbé Garnier, il crée en 1897 son propre journal, L’Écho de Charonne.
Membre actif de l'Union nationale de l'abbé Garnier, l'abbé Duvaux est, comme ce dernier, influencé par le catholicisme social et l'antisémitisme. Lors des élections législatives de 1898, il est l'un des principaux soutiens de la candidature nationaliste et antisémite d'Edmond Turquet contre le député socialiste sortant du 20e arrondissement, Édouard Vaillant. Il prend ainsi la parole lors de réunions politiques auxquelles participent également Paul de Susini, Ernest Billiet, Jules Guérin, Joseph Ménard et Édouard Dubuc. À la même époque, le vicaire de Charonne semble avoir été l'un des membres du comité Justice-Égalité.
En juin 1899, Duvaux est déplacé à Saint-Martin-des-Champs, où le curé Picaud le charge de la promotion du denier du culte après la loi de séparation de 1905.
Pendant son vicariat à Charonne, Duvaux avait pour collaborateur le journaliste antisémite Jules Girard, acolyte peu recommandable de Guérin. Le 15 juillet 1902, les deux hommes fondent une groupusculaire et éphémère « Ligue pour la défense de la liberté de conscience » afin de lutter contre l'expulsion des congrégations et la politique combiste.
En mars 1907, l'abbé Duvaux devient le second vicaire du curé Lerebourg à Vincennes. Il est promu premier vicaire en janvier 1912.
Le 15 novembre 1919, il succède à l'abbé Loutil en tant que curé de l'église Saint-Jean de Montmartre, où son installation a lieu le 19 novembre.
Espérantiste convaincu, Duvaux est l'un des orateurs du premier congrès international des catholiques espérantistes, qui se tient à Paris du 30 mars au 3 avril 1910 et aboutit à la fondation de l'Union internationale des espérantistes catholiques (IKUE). Duvaux dirige bientôt la revue de cette organisation, Espero Katolika. À partir de 1923, il préside la Ligue française des espérantistes catholiques, section française de l'IKUE. En août 1925, il organise le 10e congrès espérantiste catholique.
Le 28 octobre 1962, le chanoine honoraire Duvaux est dans sa 97e année lorsqu'il meurt près de son église, à son domicile du no 21 de la rue des Abbesses.